# Maserati Barchetta
La Maserati Barchetta est une automobile du constructeur italien Maserati.
Elle est conçue par Carlo Gaino, du bureau d'études italien Synthesis Design. Celui-ci a été impliqué dans plusieurs voitures de sport : Maserati, Lancia, De Tomaso, et Lotus...

Construite à un nombre d'exemplaires comptés, 15 exemplaires de série en version Corsa et deux prototypes, l'un en version route (Stradale, 305 ch) et l'autre en version circuit (Corsa, 315 ch), cette voiture reprend la partie mécanique avec une évolution du moteur de la Maserati Racing qui devient le moteur AM501, placée au centre sur un châssis poutre à réservoir de carburant intégré.
Cette barquette a été utilisée dans une compétition monomarque/monotype, le Maserati Grantrofeo pendant les années 1992 et 1993. 16 courses ont été courues, principalement en Italie.
Aujourd'hui, la Barchetta est devenu un modèle de collection. Plusieurs rescapées des compétitions ont été transformées en version route.
Le dessin de la  Barchetta servira de base à la dernière De Tomaso de production, présentée à Genève en 1993 : la Guarà.

## Technique
- V6 1 996 cm3 modèle AM501 - évolution du AM490
- Doubles arbres à cames
- 24 soupapes
- Biturbo IHI (RHB 5.2)
- Boîte Getrag 6 vitesses
- Poids : de 775 à 905 Kg